# Thal (Ruppichteroth)
Thal ist ein Ortsteil der Gemeinde Ruppichteroth. 

## Geographie
Der Hof liegt auf der Nutscheid. Nachbarorte sind Paulinenthal im Südosten und Kammerich im Westen.

## Geschichte
1910 war für Thal der Haushalt Ackerer Wilhelm Happ verzeichnet.